# Zenó, Vidal i Felícola de Roma
|  | Per a altres significats, vegeu «Zenó (desambiguació)». |

Zenó, Vidal i Felícola foren tres cristians martiritzats plegats a Roma, en una data indeterminada, probablement durant les persecucions de Dioclecià, al final del segle iii o començament del IV a la Via Ardeatina. Són venerats com a sants per tota la cristiandat.

## Veneració
Són recordats pels itineraris de Roma del segle vii, en parlar d'una capella del cementiri de Pretextat, a la Via Àpia, que fou restaurada per Adrià I. Pasqual I en traslladà les restes de Zenó a la capella que li dedicà a l'església de Santa Pràxedis de Roma. Segons De Locis, Zenó hauria estat el germà de Valentí de Roma, sant màrtir també commemorat el mateix 14 de febrer.

## Els Sants Màrtirs de Serrateix
Al monestir de Santa Maria de Serrateix (Viver i Serrateix) es veneren, des del temps de la fundació a mitjan segle ix, les restes de quatre sants màrtirs que es van identificar amb aquests màrtirs romans: sant Urbici i els màrtirs Víctor, Zenó i Felícola, on el nom de Vidal ha estat substituït pel de Víctor, probablement per error o per assimilació d'aquests tres sants del Martirologi romà. El leccionari de Serrateix els dona com a festes pròpies del monestir, però sense donar-ne dades biogràfiques. Podrien tractar-se de relíquies que es pensava que eren d'aquests sants o de cossos sants d'altres als que es donaren els noms dels màrtirs romans.
Les restes es conserven encara en tres urnes de fusta daurada (una d'Urbici i dues dels altres màrtirs), al retaule de la Capella dels Sants Màrtirs de l'església del monestir. Els quatre sants, anomenats Sants Màrtirs de Serrateix s'invocaven contra la sequera, per demanar la pluja. Se'n fan la processó dels tres màrtirs romans el segon diumenge de febrer.
Segons una tradició tardana, els tres màrtirs eren nascuts a Serrateix i hi varen morir martiritzats. Foren sebollits d'amagat per amics seus i no se'n tingué més notícia fins que un pagès va descobrir miraculosament les restes al camp que llaurava.